# Varsány
Varsány is een plaats (község) en gemeente in het Hongaarse comitaat Nógrád. Varsány telt 1800 inwoners.

## Geboren
- Ervin Roszner (1852-1928), Hongaars minister